# 蘇氏飛魚
蘇氏飛魚（学名：Cheilopogon suttoni），又名蘇氏鬚唇飛魚、飛烏，为飛魚科燕鰩魚屬下的一个种。